# 卡里蝇子草
卡里蝇子草（学名：Silene kermesina）是石竹科蝇子草属的植物，是中国的特有植物。分布在中国大陆的四川、云南等地，生长于海拔2,700米至3,250米的地区，常生于山地灌丛中及草坡，目前尚未由人工引种栽培。

## 别名
红花女娄菜（拉汉种子植物名称）